# Pandanus sandakanensis
Pandanus sandakanensis är en enhjärtbladig växtart som beskrevs av Elmer Drew Merrill. Pandanus sandakanensis ingår i släktet Pandanus och familjen Pandanaceae. Inga underarter finns listade.